# Тахар
Таха́р (пушту ‎и дари تخار — Taxār) — провинция (вилайят) на северо-востоке Афганистана у таджикской границы. На востоке граничит с провинцией Бадахшан, на западе — с Кундуз, на юге — с провинцией Панджшер, на юго-западе — с провинцией Баглан, на севере — с Хатлонской областью Таджикистана.
В 2001, в этой провинции, в кишлаке Ходжа-Бахавиддин был убит известный полевой командир Ахмад Шах Масуд.

## Административное деление
Провинция делится на 17 районов:
- Бахарак (Baharak)
- Банги (Bangi)
- Чах Аб (Chah Ab)
- Чал (Chal)
- Даркад (Darqad)
- Дашти Кала (Dashti Qala)
- Фархар (Farkhar)
- Хазар Сумуч (Hazar Sumuch)
- Ишкамиш (Ishkamish)
- Калафган (Kalafgan)

Районы провинции Тахар (до 2005 года).

- Ходжа Бахаводин (Khawajah Bahawodin)
- Ходжа Гор (Khwaja Ghar)
- Намак Аб (Namak Ab)
- Рустак (Rustaq)
- Талукан (Taluqan)
- Варсадж (Warsaj)
- Янги Кала (Yangi Qala)